# 앨런 테일러
앨런 테일러(영어: Alan Taylor, 1959년 1월 13일 ~ )은 미국의 영화 감독, 각본가이다. 《로스트》, 《소프라노스》, 《왕좌의 게임》, 《브로드워크 엠파이어》, 《데드우드》, 《매드맨》 등 걸출한 TV 드라마들의 제작과 각본을 담당한 것으로 유명하다. 2010년 이후에는 《토르: 다크 월드》(2013), 《터미네이터: 제네시스》(2015) 등 할리우드 블록버스터 영화의 감독으로서 활동했다.

## 작품

### 영화
- 파루카빌 Palookaville (1995)
- 황제의 새옷 The Emperor's New Clothes (2001)
- 킬 더 푸어 Kill the Poor (2003)
- 토르: 다크 월드 Thor: The Dark World (2013)
- 터미네이터: 제네시스 Terminator: Genisys (2015)

### 드라마
- 오즈(1997) - 시즌1 6화, 시즌2 6화
- 섹스 앤 더 시티(1998) - 시즌2 9화, 14화, 15화 / 시즌4 15화, 16화 / 시즌6 7화, 8화
- 소프라노스(1999) - 시즌1`6화, 시즌4 10화, 시즌5 2화, 시즌6 4화, 9화, 12화, 14화, 18화, 20화
- 웨스트 윙(1999) - 시즌1 8화, 16화
- 식스 핏 언더(2001) - 시즌2 8화
- 데드우드(2004) - 시즌1 4화, 시즌2 4화
- 로스트(2004) - 시즌2 4화
- 로마(2005) - 시즌1 10화, 12화
- 빅 러브(2006) - 시즌1 5화
- 매드맨(2007) - 시즌1 1화, 2화, 12화, 시즌2 12화
- 보드워크 엠파이어(2010) - 시즌1 5화
- 왕좌의 게임(2011) - 시즌1 9화, 10화, 시즌2 1화, 2화, 8화, 10화